# BBS
BBS ([biːbiːɛs], англ. bulletin board system — электронная доска объявлений) — широко использовавшийся в эпоху веб 1.0 способ общения пользователей компьютеров через коммутируемые телефонные сети.
Оператор, обеспечивающий обслуживание станции и ее администрирование — системный оператор (жарг. сисоп, от англ. system operator). Распространенные названия для BBS среди русскоязычных пользователей: рус. доска, борда, бибиэсина. Среди системных операторов было распространено название рус. система или станция (последнее чаще относилось к системе с установленным на ней FTN-обеспечением помимо BBS).

## История
Первая BBS появилась в Чикаго в 1978 году. Соответствующую программу написали Вард Кристенсен и Рэнди Сьюс. В СССР первая Kremlin BBS, была создана в середине 1990 года семейной парой Тадеушом и Еленой Радиушами, сотрудниками издававшегося в Москве советско-польского журнала "Компьютер".
Первыми пользователями BBS стали компьютерные энтузиасты, потом появились и коммерческие BBS, на которых фирмы рассказывали о своих услугах, публиковали меню и позволяли делать заказы. На BBS появились однопользовательские и многопользовательские онлайн игры, чаты и форумы. Но одним из главных недостатков этой технологии было то, что для подключения к удалённым компьютерам требовалось набирать телефонный номер из другого региона или даже другой страны, после чего оплачивать счёта за междугороднюю или международную связь. С появлением технологии WWW началось вытеснение BBS.

## Технологии
BBS могли быть как автономными, так и связанными с другими BBS (обычно через Фидонет).
Для доступа к BBS необходимы телефонная сеть, модем и программа-терминал (minicom, Y-term, ZOC, Telix, Hyper Terminal, Terminate, Telemax и другие). Некоторые BBS доступны также (или исключительно) через Интернет по протоколу telnet.

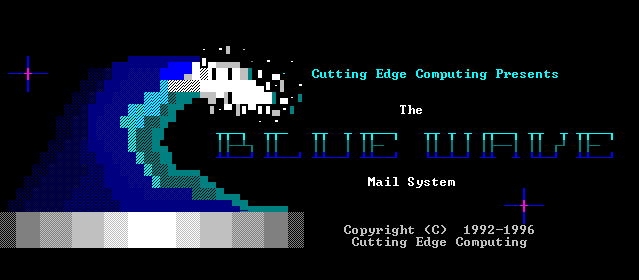
Экранная заставка, демонстрирующаяся пользователю при подключении к системе сообщений BlueWave, выполненная ANSI-графикой.

Пользователь BBS запускает программу-терминал, инициирует в этой программе телефонный звонок на номер BBS, после соединения BBS предлагает авторизоваться (ввести логин и пароль) либо зарегистрироваться как новому пользователю и после успешного логина пользователя предоставляет ему доступ:
- к «доске объявлений», где каждый или избранные могут публиковать новости и объявления (с этой функции и начинались BBS);
- к тематическим конференциям (подобно современным веб-форумам), с развитием BBS конференции распространялись между BBS по сети Фидонет и стали называться эхоконференциями;
- к каталогам обмена файлами, каждый файл сопровождается описанием и счётчиком скачиваний, для пользователей может учитываться рейтинг загрузок/скачиваний.

В дополнение к онлайновому доступу к конференциям были разработаны способы оффлайнового чтения конференций с помощью QWK и Blue Wave. Пользователь соединялся с BBS, скачивал на свой компьютер файл-пакет с сообщениями, отсоединялся. Читал сообщения, писал ответные и новые сообщения в конференции, которые затем программой QWK или Blue Wave собирались в пакет. В наиболее свободное время работы BBS пользователь снова соединялся с BBS, закачивал на неё пакет со своими сообщениями и скачивал пакет с сообщениями, которые оставили на BBS другие пользователи за время, прошедшее с его предыдущего звонка на BBS. Для организации BBS необходимо специальное программное обеспечение.

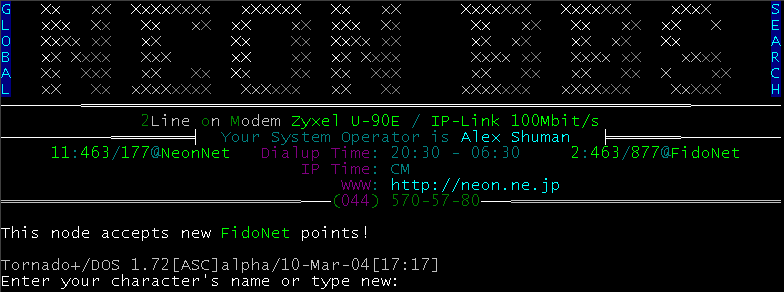
Приветствие Neon#2 BBS (Tornado)

## Представление
Работа с большинством BBS производится с помощью терминальной программы в текстовом режиме.

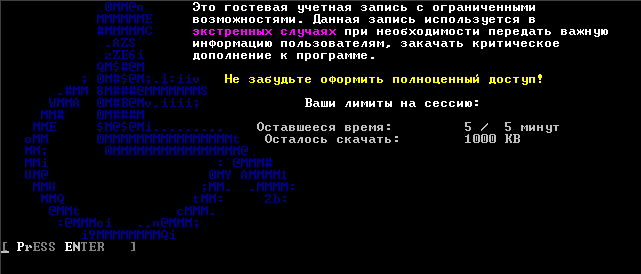
Заставка с ANSI-графикой, отображаемая пользователю, подключившемуся к BBS с гостевой учётной записи.

Могут использоваться режимы «простой текст» (8-битные символы без цветовых кодов и очистки экрана), ANSI (текстовое расширение ASCII с возможностью цветового выделения, позволяющий создавать псевдографические рисунки) и AVATAR (более эффективный двоичный протокол с возможностью передачи растровой графики). Для улучшения восприятия и оформления на BBS помимо текста широко использовались рисунки, выполненные посредством ANSI-графики. Кроме чисто прикладных функций (обмен файлами, сообщениями — см. «Типичные функции BBS») немаловажен был эстетический фактор: со вкусом оформленная и с хорошим наполнением BBS привлекала больше пользователей. Обмен впечатлениями от оформления и обсуждение посещенных BBS было нередким в локальных экохонференциях, эхоконференциях Fido и альтернативных сетей. 
Позже был разработан протокол RIPscrip, поддерживающий векторную графику и указательные устройства ввода, не получивший широкого распространения на территории Российской Федерации. Официальный редактор RIPscrip был платным, а вскоре BBS уступили популярность Всемирной паутине с HTML.

## Типичные функции BBS

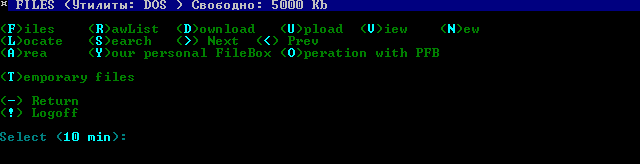
Интерфейс файлового меню типичной BBS

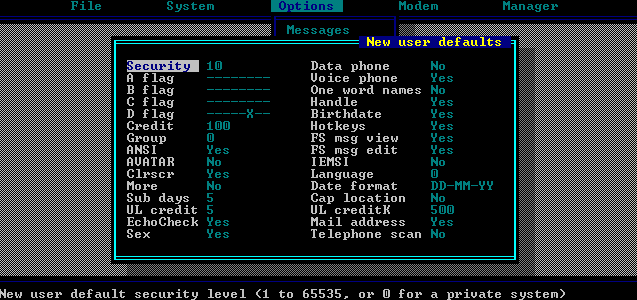
Конфигурационная утилита для программного комплекса RemoteAccess BBS с окном параметров учётной записи нового пользователя представляет собой типичный интерфейс программных продуктов того времени для конфигурирования настроек BBS.

- Файловые архивы (на модемных BBS обычно файлы сначала выбираются из найденных поиском [по имени или описанию, иногда поддерживаются маски] или через список, а потом скачиваются)
- Объявления (могут показываться, например, при входе)
- Эхоконференции (аналог в Интернете — форумы и конференции usenet, чтение или отправка сообщений с пойнт-адреса BBS, как правило единый адрес)
- Электронная почта
- Чат с сисопом
- Чат с другими пользователями на многолинейных BBS — возможность общаться с другими подключёнными пользователями в режиме реального времени (аналог в Интернете — Instant Messenger, IRC);
- Игры — однопользовательские и многопользовательские, в том числе с единой вселенной на нескольких BBS. На некоторых BBS игры способны изменять различные лимиты (см. уровни доступа) в зависимости от результатов. Пример игровой BBS: LORD BBS

## Уровни доступа

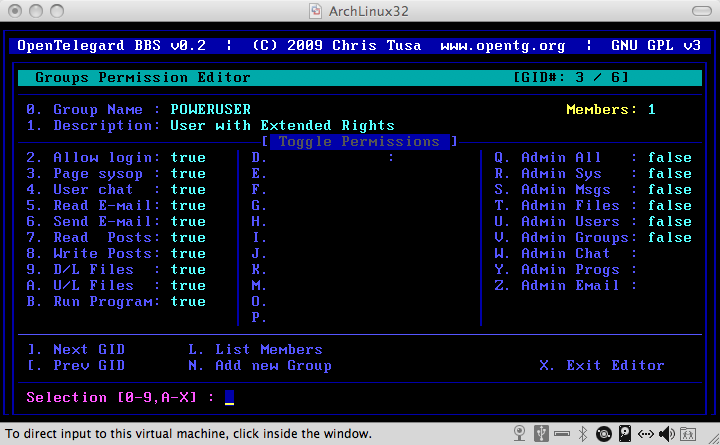
Диалог настроек групп доступа разрабатываемой программы OpenTG BBS

У каждого зарегистрированного пользователя на BBS может быть установлен уровень доступа, как правило от twit (самый нижний уровень, при котором доступ вообще закрыт) до SySop (с полными правами). В зависимости от этого уровня может варьироваться суточное время доступа к станции и лимит времени на сессию, лимит на скачивание файлов (суточный и сессионный), возможность создания сообщений и привилегии в различных почтовых областях и группах почтовых областей, режим использования чата с системным оператором и т. п. Уровни доступа и привилегии реализуется различными механизмами в зависимости от используемого программного обеспечения BBS. Так, Maxumus использует символьные обозначения уровней доступа («twit», «limited», «normal» и др.), а в RemoteAccess уровень доступа задается 16-битным беззнаковым числом. Помимо этого, реализована система контроля и управления пользовательскими флажками, представляющими собой набор из 32 логических переменных для каждого пользователя. Система флажков позволяет менять степень взаимодействия пользователей даже одного числового уровня доступа, например, при сохранении единых временных лимитов, привилегированным пользователям может быть предоставлен доступ к скрытым пунктам меню, почтовым и файловым областям и расширенные права работы в них. Система IN-MENU наследует механизм уровней доступа RemoteAccess, предоставляя дополнительно возможность выполнить индивидуальный скрипт для каждого пользователя или группы. Tornado BBS поддерживает числовой уровень доступа и систему флажков, задаваемых строкой латинских символов, поэтому их может быть 25 — по числу букв латинского алфавита.

## Программное обеспечение для организации BBS
Под организацией BBS подразумевается процесс создания, функционирования и обслуживания станции. Крайне редко программное обеспечение для организации BBS представляет собой программу из одного исполняемого файла. В большинстве случаев используется комплекс связанного ПО: собственно программа по обеспечению коммуникации через канал связи и предоставления пользователям доступа к интерфейсу BBS; утилиты настройки и конфигурирования параметров станции, языковых файлов, станционных меню; утилиты по обработке файловой и почтовых баз; утилиты по обслуживанию базы учётных записей; индексаторы нодлистов и пр. К примеру, в базовую поставку RemoteAccess BBS входит 7 дополнительных программ. Для распространенных систем BBS существует множество (тысячи) дополнительных утилит и онлайн-модулей (так называемые "Door", созданных пользователями.
| Название         | Лицензия                                               | Платформы |
| ---------------- | ------------------------------------------------------ | --------- |
| Maximus          | До 2002 года — коммерческая[как?]; с 2002 — GNU GPL 2+ |           |
| MBSE             | GNU GPL                                                |           |
| RemoteAccess BBS | Проприетарная коммерческая (shareware?)                |           |
| IN-MENU          | Freeware                                               |           |
| Synchronet       | ?; 2.30 — public domain[когда?]; 3 — GNU GPL 2+        |           |
| Tornado BBS      | исходники 1.70 открыты автором в 1999 (?)              |           |

## Примечательные BBS
США
Valve Software BBS 4258225251
РФ
Москва
- White Bear BBS, 2:5020/22 — первая многолинейная BBS в Москве, принадлежавшая ЗАО МКЦ «Вариант». Позже преобразована в интернет-провайдера DEOL.[7]
- InfoScience BBS, 2:5020/238 — имела около 14 линий с межлинейным чатом. Находилась в Министерстве науки РФ.

Украина
Киев
- Neon_#2 2:463/877 570-57-80 20:30-06:30 bbs.ncc.org.ua — Tornado (по состоянию на 2024 год — закрыта)
- Infohelp BBS 212-06-73 24h — Tornado (по состоянию на 2011 год — закрыта)
- Perkombank 255-86-02 CM — Maximus (по состоянию на 2011 год — закрыта)